# Caixa Econômica do Estado de Minas Gerais
A Caixa Econômica do Estado de Minas Gerais (MinasCaixa) foi uma instituição financeira brasileira, controlada pelo governo do estado de Minas Gerais. Foi criada em 1896, por meio da Lei nº 210, no governo do então Presidente do Estado, Chrispim Jacques Bias Fortes. 
Em 15 de março de 1991, foi decidida a liquidação extrajudicial da MinasCaixa pelo Banco Central do Brasil.  Em 1998, após o encerramento do processo de liquidação, a autarquia foi extinta por meio do Decreto estadual nº 39.835.